# Harlachhammer
Harlachhammer ist ein Ortsteil der Stadt Waldershof im Oberpfälzer Landkreis Tirschenreuth.

## Geschichte
Harlachhammer gehörte zu dem Kirchdorf Hohenhard und somit zum Landgericht Waldsassen. 1849 wurde Hohenhard mit Poppenreuth und Helmbrechts dem Landgericht Erbendorf zugeordnet, 1931 wurden diese Ortschaften in den Landkreis Tirschenreuth eingegliedert. 1961 wurden hier vier Wohngebäude und 36 Einwohner gezählt.
Harlachhammer wird als Hammerwerk bezeichnet, wobei der Hammer vom Wasser des Steinbachs, einem linken Zufluss des Walbenbachs (zur Kössein), betrieben wird. Der Hammer wird im 17. Jh. als eisenverarbeitender Hammer (Blech-, Draht-, Zain- oder Waffenhammer) geführt.